# Dan Karabin
Dan Karabin (Nitra, Checoslovaquia, 18 de febrero de 1955) es un deportista checoslovaco retirado especialista en lucha libre olímpica donde llegó a ser medallista de bronce olímpico en Moscú 1980.

## Carrera deportiva
En los Juegos Olímpicos de 1980 celebrados en Moscú ganó la medalla de bronce en lucha libre olímpica de pesos de hasta 74 kg, tras el luchador búlgaro Valentin Raychev (oro) y el mongol Jamtsyn Davaajav (plata).